# Sacheinlage
Unter Sacheinlagen versteht man Kapitaleinlagen, die einer Gesellschaft in Form von materiellen oder immateriellen Vermögensgegenständen zur Verfügung gestellt werden. Gegensatz ist die Bareinlage.
Regelfall ist die Bareinlage, die durch Geld in Form einer Bareinzahlung oder Banküberweisung zu Gunsten einer Gesellschaft bei deren Gründung oder bei Kapitalerhöhungen vorgenommen wird. Das Gesetz lässt jedoch auch die Übertragung von Sachwerten oder Rechten zu, insbesondere im Rahmen einer Sachgründung oder Sachübernahme. Sacheinlage ist mithin jede Einlage, die nicht in bar oder als Barzahlung zugelassene unbare Zahlung erfolgt. Sacheinlagen sind, da sie als Ausnahme gelten, im Gesellschaftsvertrag ausdrücklich vorzusehen.

## Deutsches Recht
Bei der Einbringung von Sacheinlagen an Stelle von Bargeld ist dieses ausdrücklich – unter Angabe des (realen) Wertes, der einbringenden Person, sowie genauer Bezeichnung der Sache(n) im Gesellschaftsvertrag zu regeln.

### Arten
Bei Sacheinlagen unterscheidet man fünf Hauptgruppen je nach dem als Kapitaleinlage zu übertragenden Gegenstand:
- Materielle Sacheinlagen: der Gesellschafter überträgt sein Eigentum an bestimmten materiellen Vermögensgegenständen ohne Gegenleistung (Grundstücke, Gebäude, Wertpapiere, Maschinen, Vorräte oder Forderungen) auf die Gesellschaft. Erfolgt bei einer Unternehmensübernahmen ein Aktientausch durch die Emission von jungen Aktien (d. h. die Bezahlung erfolgt nicht aus dem Eigenbestand), sind die eingetauschten Aktien eine Sacheinlage.
- Immaterielle Sacheinlagen: Der Gesellschaft werden durch den Gesellschafter aktivierbare Vermögensgegenstände (Patente, Lizenzen, Urheberrechte) ohne Gegenleistung zur Verfügung gestellt.
- Dienstleistungen wie die entgeltlose Geschäftsführung sind als Sacheinlage nur bei Personengesellschaften zulässig. Bei der GmbH hat der Bundesgerichtshof die Sacheinlagefähigkeit von Dienstleistungen nach § 19 Abs. 4 GmbHG ausgeschlossen,[1] was er später auch auf die AG erstreckte.[2]
- Bei Nutzungsüberlassungen überträgt der Gesellschafter seine Vermögensgegenstände nicht eigentumshalber auf die Gesellschaft, sondern überlässt ihr die unentgeltliche Nutzung der Gegenstände. Nutzungsüberlassungen an Kapitalgesellschaften sind nur möglich, wenn der überlassende Gesellschafter der Alleingesellschafter ist oder die Nutzungsüberlassung seiner Beteiligungsquote entspricht.[3]
- Verdeckte Sacheinlage ist die Umgehung der Vorschriften des § 19 Abs. 4 GmbH und § 27 Abs. 3 AktG, wobei offiziell eine Bareinlage getätigt wird, jedoch mit der Abrede, die Bareinlage später durch einen Vermögensgegenstand des Gesellschafters auszutauschen. Dieser Tausch befreit den Gesellschafter nicht von seiner Einlageverpflichtung. Jedoch sind die Verträge über die Sacheinlage und die Rechtshandlungen zu ihrer Ausführung nicht unwirksam. Auf die fortbestehende Geldeinlagepflicht des Aktionärs wird der Wert des Vermögensgegenstandes im Zeitpunkt der Anmeldung der Gesellschaft zur Eintragung in das Handelsregister oder im Zeitpunkt seiner Überlassung an die Gesellschaft, falls diese später erfolgt, angerechnet. Die Beweislast für die Werthaltigkeit des Vermögensgegenstandes trägt der Gesellschafter bzw. Aktionär.

### Bewertung
Anders als bei Bareinlagen ist die Wertermittlung von Sacheinlagen nicht ganz einfach. Im Aktienrecht wird deshalb bestimmt, dass bei Sacheinlagen eine Prüfung durch mindestens einen Prüfer stattzufinden hat (§ 183 Abs. 3 Satz 1 AktG), Sachgründungen können nur noch in wenigen Ausnahmefällen ohne Gründungsprüfer erfolgen (§ 33a Abs. 1 AktG). Der Prüfer muss bestätigen, dass der Wert der Sacheinlage den Ausgabebetrag der Aktien und ein etwaiges Agio deckt. Bei der GmbH ist nur der Nennbetrag zu decken (§ 9 Abs. 1 GmbHG). Sacheinlagefähig ist jeder Gegenstand, der einen feststellbaren Vermögenswert besitzt. Ausgenommen sind bei Kapitalgesellschaften jedoch Verpflichtungen zu Dienstleistungen und eigene Aktien. Es leuchtet ein, dass bei einer objektiv zu hoch bewerteten Sacheinlage der Gesellschafter eine höhere Kapitaleinlage erhält als ihm zustünde. Bei einer solchen Überbewertung hat der GmbH-Gesellschafter den Differenzbetrag in Geld zu leisten (§ 9 Abs. 1 GmbHG), bei der AG ist sogar das Agio von der Geldzahlungspflicht erfasst. Bei Dienstleistungen entsteht die Sacheinlage in Höhe eines fiktiven marktüblichen Geschäftsführergehalts, bei Nutzungsüberlassungen in Höhe einer fiktiven ortsüblichen Mietzahlung.
Die fehlerhafte Einbringung von Sacheinlagen – z. B. zu hohe Bewertung – führt in Deutschland zur Nachschusspflicht des einbringenden Gesellschafters.

## Schweizerisches Recht
Im schweizerischen Aktienrecht ist die Sacheinlage (Art. 628, 634 OR) zulässig, sofern gemäß Praxis des Eidgenössischen Handelsregisteramtes folgende Voraussetzungen gegeben sind:
- Der Vermögenswert muss handelsrechtlich aktivierbar sein;
- er ist übertragbar;
- er steht nach der Gründung oder der Kapitalerhöhung der Gesellschaft zur Verfügung und
- im Krisenfall ist der Gegenstand verwertbar.

Die oben genannten Regelungen, die sich in der Praxis herausgebildet haben, werden gemäß Entwurf zum Aktien- und Rechnungslegungsrecht in das Gesetz aufgenommen:
Sacheinlagen gelten als Deckung, wenn:
1. sie aktivierbar sind;
2. sie in das Vermögen der Gesellschaft übertragen werden dürfen;
3. die Gesellschaft nach ihrer Anmeldung beim Handelsregisteramt sofort als Eigentümerin frei darüber verfügen kann oder im Falle eines Grundstückes einen bedingungslosen Anspruch auf Eintrag in das Grundbuch erhält;
4. sie durch Übertragung auf Dritte verwertet werden können;
5. ein Gründungsbericht mit Prüfungsbestätigung vorliegt.

Das voranstehend genannte Kriterium der Aktivierbarkeit bestimmt sich schon nach heutigem Recht nach den Vorgaben des Rechnungslegungsrechts, d. h. insbesondere nach Art. 959 Abs. 2 OR. Diese Bestimmung lautet wie folgt: „Als Aktiven müssen Vermögenswerte bilanziert werden, wenn aufgrund vergangener Ereignisse über sie verfügt werden kann, ein Mittelzufluss wahrscheinlich ist und ihr Wert verlässlich geschätzt werden kann. Andere Vermögenswerte dürfen nicht bilanziert werden.“ Die Bewertung der Aktiven richtet sich nach den Artikeln 960 ff. OR. Das Zusammenspiel von Rechnungslegungs- und Aktienrecht soll sicherstellen, dass die Aktiengesellschaft tatsächlich mit dem im Handelsregister und in den Statuten ausgewiesenen Aktienkapital ausgestattet wurde.
Mit dem revidierten Aktienrecht vom 19. Juni 2020 wurden die voranstehend erwähnten Voraussetzungen inzwischen in das Gesetz überführt. Die neuen Regelungen überführen die bisherige Handelsregisterpraxis in das ab 1. Januar 2022 gültige Gesetz (Art. 620 ff. OR).